# Plebicula nigropunctata
Plebicula nigropunctata är en fjärilsart som beskrevs av Wheeler 1903. Plebicula nigropunctata ingår i släktet Plebicula och familjen juvelvingar. Inga underarter finns listade i Catalogue of Life.